# Aiguanegra
Aiguanegra es un cono volcánico que pertenece a la zona volcánica, en la zona de La Garrocha. Situado dentro del parque natural. Está en el municipio de Sant Joan les Fonts, en la provincia de Gerona, al lado de la capital comarcal.